# Gerichtsbezirk Eferding
Der Gerichtsbezirk Eferding ist ein dem Bezirksgericht Eferding unterstehender Gerichtsbezirk in den  politischen Bezirken Eferding und Grieskirchen (Bundesland Oberösterreich). Der Gerichtsbezirk stellt den einzigen Gerichtsbezirk im politischen Bezirk Eferding dar.

## Geschichte
Der Gerichtsbezirk Eferding wurde gemeinsam mit 46 anderen Gerichtsbezirken in Oberösterreich durch einen Erlass des k.k. Oberlandesgerichtes Linz am 4. Juli 1850 geschaffen und umfasste ursprünglich die 24 Steuergemeinden Alkoven, Annaberg, Aschach an der Donau, Eferding, Finklham, Fraham, Hartheim, Hartkirchen, Haibach ob der Donau, Hinzenbach, Hörstorf, Mannsdorf, Mayrhof, Oed in Bergen, Polsing, Puchham, Pupping, Oberrudling, Oberschaden, Scharten, Schaumberg, Straß, Großstroheim und Wackersbach.
Der Gerichtsbezirk bildete im Zuge der Trennung der politischen von der judikativen Verwaltung
ab 1868 gemeinsam mit den Gerichtsbezirken Wels, Waizenkirchen, Grieskirchen und Lambach den Bezirk Wels.
1907 wurde aus dem Gerichtsbezirk Eferding gemeinsam mit dem Gerichtsbezirk Waizenkirchen der Bezirk Eferding gebildet, wobei die Bezirkshauptmannschaft per 12. August 1907 seine Tätigkeit aufnahm.
Der Gerichtsbezirk Waizenkirchen wurde jedoch bereits 1923 wieder aufgelöst, wobei Prambachkirchen und St. Marienkirchen an der Polsenz dem Gerichtsbezirk Eferding zugeschlagen wurden. Alle übrigen Gemeinden des Gerichtsbezirkes Waizenkirchen kamen hingegen zu den Gerichtsbezirken Grieskirchen und Peuerbach. Gleichzeitig wurden diese Gemeinden auch aus dem Bezirk Eferding herausgelöst und dem Bezirk Grieskirchen zugewiesen.
Am 1. Jänner 2014 wurde der Gerichtsbezirk Peuerbach aufgelöst und die Gemeinden Eschenau im Hausruckkreis, Heiligenberg, Natternbach, Neukirchen am Walde und St. Agatha dem Gerichtsbezirk Eferding zugewiesen.

## Gerichtssprengel
Der Gerichtssprengel umfasst seit 1923 den gesamten Bezirk Eferding und seit 2014 einen Teil des Bezirks Grieskirchen. Dies sind die Gemeinden Alkoven, Aschach an der Donau, Eferding, Eschenau im Hausruckkreis, Fraham, Haibach ob der Donau, Hartkirchen, Heiligenberg, Hinzenbach, Natternbach, Neukirchen am Walde, Prambachkirchen, Pupping, St. Agatha, St. Marienkirchen an der Polsenz, Scharten und Stroheim.